# Піраміди росту

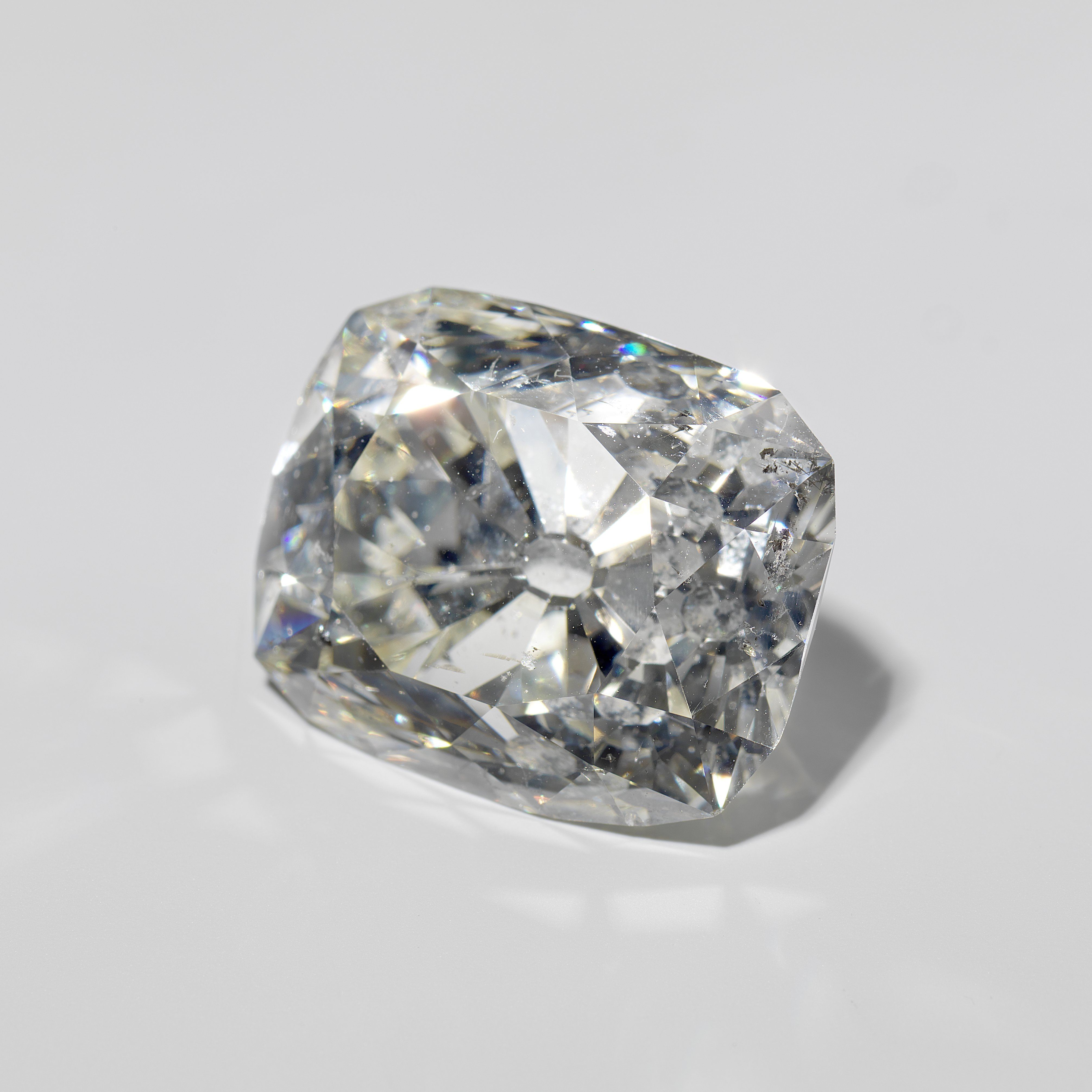
Піраміди росту в алмазі

Піраміди росту (рос. пирамиды роста, англ. growth pyramids, нім. Wachstumspyramiden f pl) — пірамідальні області в кристалі, що відповідають кожній його грані й утворюються внаслідок послідовного нашарування речовин від центру росту з одночасним збільшенням розмірів грані. Присутні в ряді кристалів мінералів, наприклад, у алмазі 